# エコー・パーク
エコー・パーク(Echo Park)は、イギリスのロックバンド、フィーダーの3枚目のアルバム。2001年4月4日発売。
UKでヒットしたシングル曲「Buck Rogers」「Seven Days In The Sun」「Turn」などが収められている。特に「Buck Rogers」「Seven Days In The Sun」、日本盤ボーナストラックに収録されている「Just A Day」は、PlayStation 2のゲーム「グランツーリスモ3」に使用されたことで大ヒットとなった。

## 収録曲
1. スタンディング・オン・ザ・エッジ(Standing On The Edge)
2. バック・ロジャーズ(Buck Rogers)
3. ピース・バイ・ピース(Piece By Piece)
4. セブン・デイズ・イン・ザ・サン(Seven Days In The Sun)
5. ウィ・キャント・リワインド(We Can't Rewind)
6. ターン(Turn)
7. チョーク(Choke)
8. オキシジェン(Oxygen)
9. テル・オール・ユア・フレンズ(Tell All Your Friends)
10. アンダー・ザ・ウェザー(Under The Weather)
11. バグ(Bug)
12. ジャスト・ア・デイ(Just A Day)（日本盤ボーナストラック）
13. パープル(Purple)（日本盤ボーナストラック）
14. ヘッズ(Heads)（日本盤ボーナストラック）
15. 21センチュリー・メルトダウン(21st Century Meltdown)（日本盤ボーナストラック）

## 備考
- 収録曲はUK盤と異なり、「Satellite News」のみ未収録となっている。（日本編集版「Seven Days In The Sun]に収録。）